# ريفييرا بيتش
ريفييرا بيتش (بالإنجليزية: Riviera Beach)‏ هي مدينة أمريكية تقع في ولاية فلوريدا. تبلغ مساحة هذه المدينة 25.5 (كم²)،ويبلغ عدد سكانها 29884 نسمة حسب إحصاء سنة 2010 م 29884.تشير إحصاءات سنة 2000م بأن الكثافة السكانية في هذه المدينة تقدر بـ(1384.3) نسمة/كم2 

## التركيبة السكانية
حدّد مكتب تعداد الولايات المتحدة بيانات التركيبة السكانية لريفييرا بيتش في تعداد الولايات المتحدة. في ما يلي، التركيبة السكانية حسب تعدادي 2000 و2010.

### تعداد عام 2000
بلغ عدد سكان ريفييرا بيتش 29,884 نسمة بحسب تعداد عام 2000، وبلغ عدد الأسر 11,387 أسرة وعدد العائلات 7,525 عائلة مقيمة في المدينة. في حين سجلت الكثافة السكانية 1,194.9 نسمة لكل كيلومتر مربع (3,094.8/ميل2). وبلغ عدد الوحدات السكنية 14,220 وحدة بمتوسط كثافة قدره 568.6 لكل كيلومتر مربع (1,472.7/ميل2).
وتوزع التركيب العرقي للمدينة بنسبة 27.76% من البيض و67.81% من الأمريكيين الأفارقة و0.14% من الأمريكيين الأصليين و0.99% من الأمريكيين ذوي الأصول الآسيوية و0.05% من سكان جزر المحيط الهادئ و1.10% من الأعراق الأخرى و2.14% من عرقين مختلطين أو أكثر و4.51% من الهسبانيون أو اللاتينيون من أي عرق.
بلغ عدد الأسر 11,387 أسرة كانت نسبة 35.6% منها لديها أطفال تحت سن الثامنة عشر تعيش معهم، وبلغت نسبة الأزواج القاطنين مع بعضهم البعض 37.1% من أصل المجموع الكلي للأسر، ونسبة 23.5% من الأسر كان لديها معيلات من الإناث دون وجود شريك، بينما كانت نسبة 5.4% من الأسر لديها معيلون من الذكور دون وجود شريكة وكانت نسبة 33.9% من غير العائلات. تألفت نسبة 27.6% من أصل جميع الأسر من عدة أفراد يعيشون في نفس المنزل ونسبة 10.3% كانت تتألف من شخص يعيش بمفرده يبلغ من العمر 65 عاماً أو أكثر. وبلغ متوسط حجم الأسرة المعيشية 2.60، أما متوسط حجم العائلات فبلغ 3.19.
بلغ العمر الوسطي للسكان 35.6 عاماً. وكانت نسبة 29.1% من القاطنين تحت سن الثامنة عشر، وكانت نسبة 7.9% بين الثامنة عشر والرابعة والعشرين عاماً، ونسبة 25.5% كانت واقعةً في الفئة العمرية ما بين الخامسة والعشرين والرابعة والأربعين عاماً، ونسبة 21.8% كانت ما بين الخامسة والأربعين والرابعة والستين، ونسبة 14.6% كانت ضمن فئة الخامسة والستين عاماً فما فوق. يوجد لكل 100 أنثى 89.8 ذكر، ويوجد لكل 100 أنثى في الثامنة عشر من عمرها فما فوق 85.4 ذكر.
بلغ متوسط دخل الأسرة في المدينة 26,160 دولارًا، أما متوسط دخل العائلة فبلغ 30,500 دولارًا. وكان متوسط دخل الذكور 24,568 دولارًا مقابل 21,109 دولارًا للإناث. وسجل دخل الفرد الخاص بالمدينة 12,693 دولارًا. وكانت نسبة 24.8% من العائلات ونسبة 28% من السكان تحت خط الفقر، وكان من هؤلاء نسبة 38.4% تحت سن الثامنة عشر ونسبة 24.1% في الخامسة والستين من العمر وما فوق.

### تعداد عام 2010
بلغ عدد سكان ريفييرا بيتش 32,488 نسمة بحسب تعداد عام 2010، وبلغ عدد الأسر 12,380 أسرة وعدد العائلات 7,979 عائلة مقيمة في المدينة. في حين سجلت الكثافة السكانية 1,299 نسمة لكل كيلومتر مربع (3,364.4/ميل2). وبلغ عدد الوحدات السكنية 17,124 وحدة بمتوسط كثافة قدره 684.7 لكل كيلومتر مربع (1,773.4/ميل2).
وتوزع التركيب العرقي للمدينة بنسبة 27.03% من البيض و65.87% من الأمريكيين الأفارقة و0.35% من الأمريكيين الأصليين و2.37% من الأمريكيين ذوي الأصول الآسيوية و0.08% من سكان جزر المحيط الهادئ و1.96% من الأعراق الأخرى و2.34% من عرقين مختلطين أو أكثر و7.44% من الهسبانيون أو اللاتينيون من أي عرق.
بلغ عدد الأسر 12,380 أسرة كانت نسبة 33.4% منها لديها أطفال تحت سن الثامنة عشر تعيش معهم، وبلغت نسبة الأزواج القاطنين مع بعضهم البعض 34.2% من أصل المجموع الكلي للأسر، ونسبة 24.3% من الأسر كان لديها معيلات من الإناث دون وجود شريك، بينما كانت نسبة 6% من الأسر لديها معيلون من الذكور دون وجود شريكة وكانت نسبة 35.5% من غير العائلات. تألفت نسبة 28.2% من أصل جميع الأسر من عدة أفراد يعيشون في نفس المنزل ونسبة 10.1% كانت تتألف من شخص يعيش بمفرده يبلغ من العمر 65 عاماً أو أكثر. وبلغ متوسط حجم الأسرة المعيشية 2.60، أما متوسط حجم العائلات فبلغ 3.22.
بلغ العمر الوسطي للسكان 37.5 عاماً. وكانت نسبة 25% من القاطنين تحت سن الثامنة عشر، وكانت نسبة 9.9% بين الثامنة عشر والرابعة والعشرين عاماً، ونسبة 24.8% كانت واقعةً في الفئة العمرية ما بين الخامسة والعشرين والرابعة والأربعين عاماً، ونسبة 25.4% كانت ما بين الخامسة والأربعين والرابعة والستين، ونسبة 14.9% كانت ضمن فئة الخامسة والستين عاماً فما فوق. وتوزع التركيب الجنسي للسكان بنسبة 47.8% ذكور و52.2% إناث.

## المناخ
يظهر الجدول التالي التغييرات المناخية على مدار السنة لريفييرا بيتش:
| البيانات المناخية لـريفييرا بيتش  | البيانات المناخية لـريفييرا بيتش | البيانات المناخية لـريفييرا بيتش | البيانات المناخية لـريفييرا بيتش | البيانات المناخية لـريفييرا بيتش | البيانات المناخية لـريفييرا بيتش | البيانات المناخية لـريفييرا بيتش | البيانات المناخية لـريفييرا بيتش | البيانات المناخية لـريفييرا بيتش | البيانات المناخية لـريفييرا بيتش | البيانات المناخية لـريفييرا بيتش | البيانات المناخية لـريفييرا بيتش | البيانات المناخية لـريفييرا بيتش | البيانات المناخية لـريفييرا بيتش |
| الشهر                             | يناير                            | فبراير                           | مارس                             | أبريل                            | مايو                             | يونيو                            | يوليو                            | أغسطس                            | سبتمبر                           | أكتوبر                           | نوفمبر                           | ديسمبر                           | المعدل السنوي                    |
| --------------------------------- | -------------------------------- | -------------------------------- | -------------------------------- | -------------------------------- | -------------------------------- | -------------------------------- | -------------------------------- | -------------------------------- | -------------------------------- | -------------------------------- | -------------------------------- | -------------------------------- | -------------------------------- |
| الدرجة القصوى °ف (°م)             | 89 (32)                          | 90 (32)                          | 95 (35)                          | 99 (37)                          | 99 (37)                          | 100 (38)                         | 101 (38)                         | 99 (37)                          | 97 (36)                          | 95 (35)                          | 92 (33)                          | 90 (32)                          | 101 (38)                         |
| متوسط درجة الحرارة الكبرى °ف (°م) | 75 (24)                          | 77 (25)                          | 79 (26)                          | 82 (28)                          | 86 (30)                          | 89 (32)                          | 90 (32)                          | 90 (32)                          | 88 (31)                          | 85 (29)                          | 80 (27)                          | 76 (24)                          | 83 (28)                          |
| متوسط درجة الحرارة الصغرى °ف (°م) | 57 (14)                          | 59 (15)                          | 62 (17)                          | 66 (19)                          | 71 (22)                          | 74 (23)                          | 76 (24)                          | 76 (24)                          | 75 (24)                          | 72 (22)                          | 66 (19)                          | 60 (16)                          | 68 (20)                          |
| أدنى درجة حرارة °ف (°م)           | 26 (−3)                          | 27 (−3)                          | 26 (−3)                          | 38 (3)                           | 45 (7)                           | 60 (16)                          | 64 (18)                          | 65 (18)                          | 61 (16)                          | 46 (8)                           | 36 (2)                           | 24 (−4)                          | 24 (−4)                          |
| الهطول إنش (مم)                   | 3.13 (80)                        | 2.94 (75)                        | 4.59 (117)                       | 3.66 (93)                        | 4.51 (115)                       | 8.30 (211)                       | 5.76 (146)                       | 7.95 (202)                       | 8.35 (212)                       | 5.13 (130)                       | 4.75 (121)                       | 3.38 (86)                        | 62.45 (1٬588)                    |
| المصدر: قناة الطقس                |                                  |                                  |                                  |                                  |                                  |                                  |                                  |                                  |                                  |                                  |                                  |                                  |                                  |

## أعلام
- ايمانويل كوك
- ريتشارد ريلفورد
- هانس بيرلينر
- فيلي يونغ
- بوبي باول
- إدي شانون